# Куздріоара
Куздріоара (рум. Cuzdrioara) — село у повіті Клуж в Румунії. Входить до складу комуни Куздріоара.
Село розташоване на відстані 347 км на північний захід від Бухареста, 50 км на північний схід від Клуж-Напоки.

## Населення
За даними перепису населення 2002 року у селі проживала 2171 особа.
Національний склад населення села:
| Національність | Кількість осіб | Відсоток |
| -------------- | -------------- | -------- |
| румуни         | 2031           | 93,6%    |
| угорці         | 138            | 6,4%     |

Рідною мовою назвали:
| Мова      | Кількість осіб | Відсоток |
| --------- | -------------- | -------- |
| румунська | 2043           | 94,1%    |
| угорська  | 126            | 5,8%     |